# Richard Brinsley Sheridan
Pour les articles homonymes, voir Sheridan.
Richard Brinsley Sheridan, né à Dublin le 30 octobre 1751 et mort le 7 juillet 1816 à Mayfair (Londres), est un homme politique et dramaturge irlandais.  

## Jeunesse
Son père, Thomas Sheridan, était directeur de théâtre et sa mère, écrivaine (The Memoirs of Sidney Biddulph).
Il fréquente la Harrow School dans le but de devenir juriste, mais son mariage d’amour avec Elizabeth Linley (fille de Thomas Linley) compromet ces plans.
Fiancé avec Elizabeth Linley, fille du musicien Thomas Linley, il dut se battre en duel avec le fils de Thomas Mathews qui la harcelait. Thomas Gainsborough fait le portrait de Matthews vers 1772, mais dans une lettre, le qualifie de "canaille" et n'a jamais achevé le tableau. Eliza dut fuir dans un couvent à Lille, ils se marièrent secrètement à Calais au printemps 1772, puis à l'église St. Marylebone le 13 avril 1773. Elle chante pour George III et sa famille à Buckingham Palace et le roi dit qu'il "n'avait jamais entendu une voix aussi belle".

Elizabeth Sheridan, son épouse, Madame Richard Brinsley Sheridan
1785-1787
par Thomas Gainsborough
National Gallery of Art

Mais après leur mariage, Sheridan refuse d'autoriser sa femme à chanter en public, bien qu'il ait organisé des soirées privées au cours desquelles elle était la vedette. Selon le Morning Post du 4 février 1774, Sheridan s'installe à Orchard Street, rue d'Oxford Street, "là où il avait l'intention... de donner des concerts deux fois par semaine à la Noblesse".
Il écrit sa première pièce, The Rivals qu'il produit à Covent Garden en 1775. La première représentation est un four et Sheridan embauche un nouvel acteur pour le rôle comique de l'Irlandais. La seconde représentation est un succès et établit immédiatement la réputation d'auteur du jeune homme.

## Œuvre
- The Rivals (créé le 17 janvier 1775)
- St Patrick's Day (créé le 2 mai 1775)
- The Duenna (créé le 21 novembre 1775). Cette œuvre a servi de base pour le livret de l'opéra Les Fiançailles au couvent.
- A Trip to Scarborough (créé le 24 février 1777)
- L'École de la médisance (The School for Scandal) (créé le 8 mai 1777)
- The Camp (créé le 15 octobre 1778)
- The Critic (créé le 30 octobre 1779)
- The Glorious First of June (créé le 2 juillet 1794)
- Pizarro (créé le 24 mai 1799)

Il est aussi auteur de poèmes et de discours politiques.

## Politique
Entré au Parlement en 1780 avec le soutien de Georgiana, duchesse du Devonshire, ce grand orateur et figure éminente du parti whig y restera jusqu'en 1812. Il est aussi le grand-père de Caroline Norton et l'arrière-grand-père de Lord Dufferin, troisième gouverneur général du Canada et vice-roi des Indes. Sheridan Le Fanu, célèbre auteur de récits de fantômes, est son petit-neveu. 
À sa mort, Sheridan fut enterré dans le Coin des poètes de l'abbaye de Westminster.